# Thrypticus analis
Thrypticus analis är en tvåvingeart som beskrevs av Becker 1922. Thrypticus analis ingår i släktet Thrypticus och familjen styltflugor.
Artens utbredningsområde är Paraguay. Inga underarter finns listade i Catalogue of Life.